# John Kraaijkamp sr.

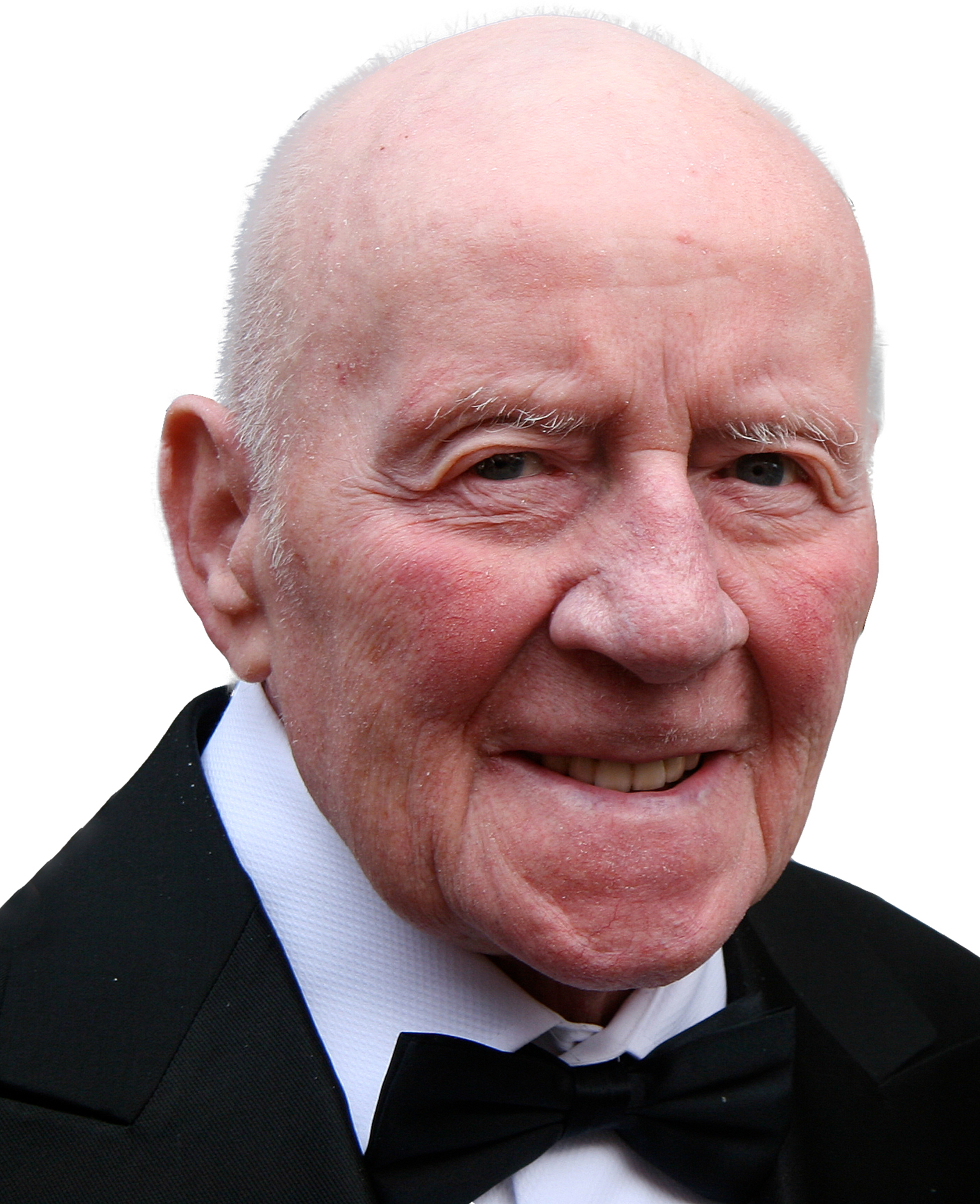
Kraaijkamp in 2010

Jan Hendrik (John) Kraaijkamp (Amsterdam, 19 april 1925 – Laren, 17 juli 2011) was een Nederlands acteur en komiek. Hij vormde jarenlang een komisch duo met aangever Rijk de Gooyer.

## Johnny en Rijk
Kraaijkamp begon zijn carrière als zanger en werkte in de jaren vijftig als bassist-entertainer toen hij werd opgemerkt door De Gooyer. Samen namen ze het nummer Twee jongens en een gitaar op. Het was het begin van een lange samenwerking; het duo nam nog diverse liedjes op – De bostella werd in 1968 goud – en was in de jaren zestig en zeventig veelvuldig op televisie te zien (Johnny en Rijk-show), waaronder ook twee jaar in Duitsland.

### Johnny en Tonny
In 1974 wanneer De Gooyer besluit zich meer te storten op een filmcarrière, begint Kraaykamp een nieuw komisch duo met Tonny Huurdeman. Voor de NCRV maakt het tweetal zes afleveringen van de nieuwe tv-revue Johnny en Tonny. Uit reacties blijkt deze formule geen succes. Het blijft daarom bij slechts drie afleveringen.

## Rollen
Daarnaast had Kraaijkamp echter ook een eigen carrière, onder andere als presentator, en als acteur bij toneelgroep Ensemble (vanaf 1958), het Amsterdams Volkstoneel (1962-1964), en in musicalproducties (De Man van La Mancha en Irma la Douce) en de rol van Fagin in de musical "Oliver Twist".
Na een lange periode van komische rollen – zo speelde hij in 1978 met zijn zoon in De verlegen versierder, een door Berend Boudewijn vertaald blijspel van Robin Hawdon – was Kraaijkamp van 1979 tot 1984 actief bij het RO Theater, waar hij onder andere King Lear speelde. Hierna speelde hij in de jaren tachtig bij de AVRO, in een serie getiteld De Brekers, met De Gooyer, Adèle Bloemendaal, Sacco van der Made, Ab Abspoel en Ben Hulsman.
Hoewel Kraaijkamp in het theater ook in meer serieuze rollen acteerde, was hij bij het grote publiek vooral bekend om zijn komische rollen. Hij verraste echter in 1986 vriend en vijand met zijn rol in de film De aanslag, waarin hij de gepassioneerde en verbitterde verzetsman Cor Takes speelde.
In Laat maar zitten (1988-1991, een vertaling van het Britse Porridge), een VARA-serie die zich in een gevangenis afspeelde, speelde hij onder meer samen met Haye van der Heyden, Coen Flink en Sacco van der Made. In de tv-comedy Het zonnetje in huis (1993-2003) speelde hij ook een hoofdrol; andere hoofdrollen werden vertolkt door zijn zoon Johnny Kraaijkamp jr. en Martine Bijl. Ondanks zijn hoge leeftijd speelde Kraaijkamp tot ongeveer 2005 in veel theatershows. In januari 2007 had hij een gastrol in een aflevering van de comedy-serie Kinderen geen bezwaar. Hierbij werd bekend dat dit waarschijnlijk zijn laatste televisierol zou zijn. Kraaijkamp speelde in deze aflevering de rol van Albert, waarin hij onder meer aangeeft John Kraaijkamp sr. (zichzelf dus) zeer onsympathiek te vinden.
Kraaijkamp sprak de Nederlandse stem in van Meester Vetje in de Disney animatiefilm Peter Pan (de Nederlandse versie uit 1986), Doli in de Disney anitmatiefilm Taran en de Toverketel (de Nederlandse versie) en Jutter in de Disney animatiefilm De Kleine Zeemeermin uit 1989.
In mei 2007 gaf hij een interview aan RTL Boulevard, waarbij hij meldde dat dit waarschijnlijk zijn laatste televisie-interview zou zijn. Wel was hij aanwezig bij de naar hem genoemde Musical Awards.

## Prijzen
In 1984 kreeg Kraaijkamp een Louis d'Or voor zijn rol in Jacques de fatalist en zijn meester, en in 1986 kreeg hij een Gouden Kalf voor zijn rollen in de films De Aanslag en De Wisselwachter uit datzelfde jaar. In 1987 ontving hij de Johan Kaart Prijs. In 1998 kreeg hij een Gouden Beeld voor Het zonnetje in huis (Beste Acteur Comedy). Op 21 oktober 2007 ontving Kraaijkamp de Blijvend Applaus Prijs waarmee hij werd onderscheiden voor zijn opmerkelijke en bijzondere bijdrage aan het Nederlandse theater, televisie en de film.
In 2000 werd de John Kraaijkamp Musical Award naar hem vernoemd. Dat is thans nog de prijs voor beste mannelijke hoofdrol in een grote musical.

## Liefde voor het theater
Ondanks de enorme verscheidenheid aan werkzaamheden, heeft Kraaijkamp er nooit een geheim van gemaakt het allerliefst in het theater te staan:

Daar gebeurt het toch, daar is het ooit begonnen. Een mannetje op een straathoek die de mensen aan het lachen maakte. Zo ben ik ook begonnen.
— John Kraaijkamp sr.

## Privéleven
Kraaijkamp is driemaal getrouwd geweest. Met Elisabeth Riemada Panhuijsen (schrijfster en dichteres Rim Sartori) kreeg hij zoon Johnny en dochter Ellis Signe. Met Tilly Jolanda van Duijkeren kreeg hij een zoon Michiel. Met Mai Lun Hendrika Lee kreeg hij een dochter Alexandra (Sanne). Johnny jr. en Ellis Signe zijn eveneens acteur.
Kraaijkamp woonde de laatste jaren in het Rosa Spier Huis in het Noord-Hollandse Laren, in de kamer waar voorheen Marten Toonder verbleef. In het kleine theater van het Rosa Spier Huis vierde Kraaijkamp zijn 85e verjaardag in aanwezigheid van prominenten, zoals Mies Bouwman, André van Duin, Rijk de Gooyer, Willeke Alberti, Adèle Bloemendaal en Martine Bijl. Ter gelegenheid hiervan schreef theaterhistoricus Xandra Knebel het boek John Kraaijkamp, waarvan hem op het feest een exemplaar werd uitgereikt.
Kraaijkamp overleed op 17 juli 2011 in het Rosa Spier Huis te midden van zijn familie. Hij is 86 jaar geworden. Een half miljoen mensen keken naar zijn herdenkingsbijeenkomst, die rechtstreeks op televisie werd uitgezonden en velen namen afscheid van hem in het DeLaMar Theater. Zaterdag 23 juli werd Kraaijkamp in Amsterdam bij De Nieuwe Ooster gecremeerd.